# Malik Berthelsen
Nukagpiaraĸ Akisôĸ Malik Jessen Berthelsen (* 1978) ist ein grönländischer Politiker (Siumut).

## Leben
Malik Berthelsen hat zwei Kinder mit Kamilla Jensen. Er betrieb ein Möbelgeschäft und eine Pizzeria in Sisimiut. Später war er auch Wurst- und Eisverkäufer und Taxifahrer.
2005 ließ er sich zur Kommunalwahl aufstellen. Als er selbst abstimmen wollte, wurde festgestellt, dass er nicht im Wahlregister stand, da er sechs Monate zuvor bei einem Sprachkurs in Dänemark gewesen war und somit die Regel, dass man sechs Monate vor der Wahl in Grönland gewohnt haben muss, um wahlberechtigt zu sein, um eine Woche verpasst hatte. Malik Berthelsen erhielt zwar die drittmeisten Stimmen aller Kandidaten, durfte aber wegen seiner fehlenden Wahlberechtigung dennoch nicht Mitglied des Rats der Gemeinde Sisimiut werden. Die Stimmen wurden der Partei zugeschrieben, wogegen die Opposition Klage einreichte, da diese die Stimmen für ungültig erklären lassen wollte. In erster Instanz bestätigte die Wahlleitung die Entscheidung, aber der Wahlausschuss beschloss in zweiter Instanz, dass die Wahl wiederholt werden muss, wobei Malik Berthelsen nicht teilnehmen durfte.
Das nächste Mal ließ er sich zur Parlamentswahl 2009 aufstellen und wurde ins Inatsisartut gewählt. 2013 trat er nicht mehr an. Bei der Kommunalwahl 2017 machte er ein politisches Comeback und erhielt die meisten Stimmen seiner Partei in der Qeqqata Kommunia und wurde anschließend zum Bürgermeister gewählt. Bei der Kommunalwahl 2021 wurde er mit großer Mehrheit wiedergewählt. Trotz großer Verluste konnte er seinen Bürgermeisterposten auch bei der Kommunalwahl 2025 verteidigen und ist somit der mit Abstand dienstälteste Bürgermeister Grönlands.